# 等温过程
等温过程（英語：isothermal process）是热力学过程的一种，其中系统的温度不变：ΔT = 0。在該過程中，系統與周遭環境之間存在緩慢的熱交換，從而使系統保持恆溫狀態（具體過程參見準靜態過程）。相對的，如果系统与外界没有热交换（Q = 0），则称为绝热过程。絕熱過程和等溫過程都是可逆過程。
簡而言之，在等溫過程中：
- {\displaystyle T={\text{Constant}}}
- {\displaystyle \Delta T=0}
- {\displaystyle dT=0}
- 僅適用於理想氣體：{\displaystyle \Delta U=0}

## 分析
考虑一个理想气体，内能只与温度有关，是分子的平均动能的函数。如果内能不变，温度也不变。设物质的量（n）为常数。
{\displaystyle \Delta U=nR\Delta T=0\,}
根据理想气体状态方程，这意味着：
{\displaystyle \Delta (PV)=0\,}
所以
{\displaystyle P_{i}V_{i}=PV=P_{f}V_{f}\,}
其中{\displaystyle P_{i}}和{\displaystyle V_{i}}是初状态的压强和体积，{\displaystyle P_{f}}和{\displaystyle V_{f}}是末状态的压强和体积，变量P和V分别表示等温过程中任何状态的压强和体积。

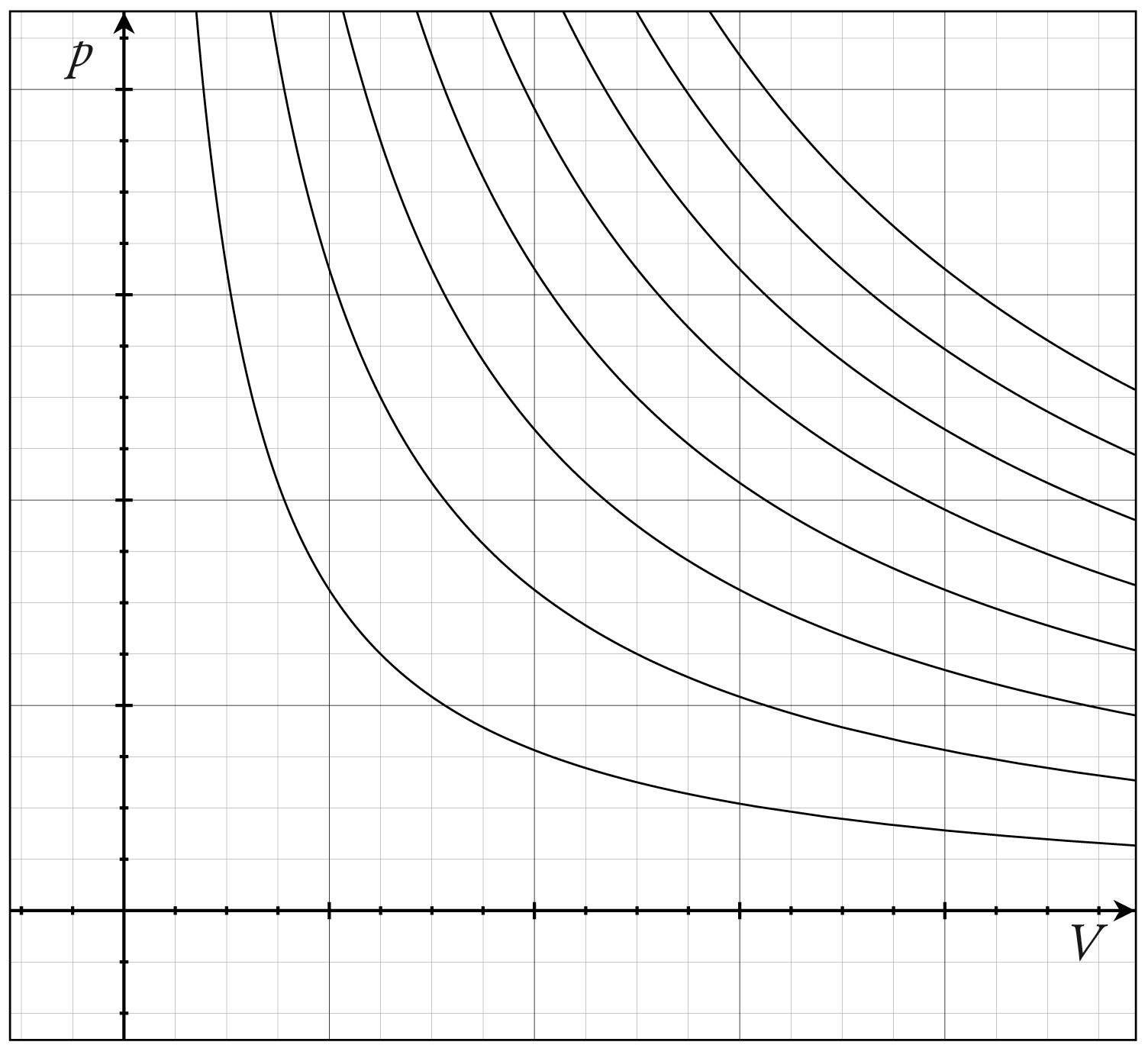
理想气体的等温线

在P-V图中，等温线是双曲线，渐近线为V轴和P轴。这与以下的方程相对应：
{\displaystyle P={nRT \over V}\,}
根据热力学第一定律，理想气体的等温线也由以下的条件决定：
{\displaystyle Q=W\,}
其中W是系统所做的功。这意味着，在等温过程中，所有系统从外界所接受的热量，完全转变为系统对外界所做的功。也就是说，所有进入系统的能量都回到外面了；因此系统的内能和温度不变。

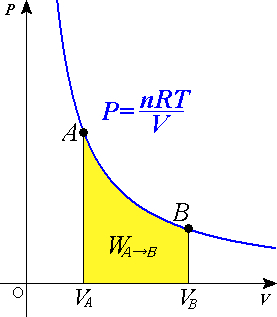
黄色的面积等于系统所做的功。

把过程分割为许多微观过程，则在其中一个微观过程中，系统所做的功dW为：
{\displaystyle dW=Fdx=PSdx=PdV}
所以，从A到B系统所做的总功，就是这个方程的积分：
{\displaystyle W_{A\to B}=\int _{V_{A}}^{V_{B}}dW=\int _{V_{A}}^{V_{B}}PdV}
根据理想气体状态方程，
{\displaystyle W_{A\to B}=\int _{V_{A}}^{V_{B}}PdV=\int _{V_{A}}^{V_{B}}{\frac {nRT}{V}}dV=nRT\ln {\frac {V_{B}}{V_{A}}}}
所以，在等温过程中，有以下的方程：
{\displaystyle W_{A\to B}=Q=nRT\ln {\frac {V_{B}}{V_{A}}}}